# La Suze-sur-Sarthe

La Suze-sur-Sarthe este o comună în departamentul Sarthe, Franța. În 2009 avea o populație de 4,101 de locuitori.